# Laoshan Velodrome
Laoshan Velodrome (chiń. 老山自行车馆) – kryty tor kolarski w Pekinie, stolicy Chin. Został otwarty pod koniec 2007 roku. Może pomieścić 3000 widzów, z możliwością dostawienia dodatkowych 3000 miejsc. Długość drewnianego toru kolarskiego wynosi 250 m. W 2008 roku rozegrano na nim konkurencje kolarstwa torowego w ramach Letnich Igrzysk Olimpijskich 2008.
Budowa toru rozpoczęła się 30 października 2004 roku. Obiekt powstawał w związku z organizacją Letnich Igrzysk Olimpijskich 2008. W dniach 7–9 grudnia 2007 roku na obiekcie odbyła się pierwsza impreza testowa – jedna z rund Pucharu Świata sezonu 2007/2008. Konkurencje kolarstwa torowego w ramach Letnich Igrzysk Olimpijskich 2008 odbyły się na obiekcie w dniach 15–19 sierpnia 2008 roku. W dniach 7–10 września 2008 roku na arenie odbyły się także zawody kolarstwa torowego podczas Letnich Igrzysk Paraolimpijskich 2008.